# San Bartolomé Loxicha
San Bartolomé Loxicha es una localidad del estado mexicano de Oaxaca. Es cabecera del municipio de San Bartolomé Loxicha.

## Demografía
| Censo | Población |
| ----- | --------- |
| 1900  | 588       |
| 1910  | 715       |
| 1921  | 565       |
| 1930  | 639       |
| 1940  | 622       |
| 1950  | 772       |
| 1960  | 1121      |
| 1970  | 1389      |
| 1980  | 990       |
| 1990  | 1185      |
| 1995  | 1407      |
| 2000  | 1491      |
| 2005  | 1706      |
| 2010  | 1408      |
| 2020  | 1256      |